# Pembroke (Géorgie)
Pembroke est une ville américaine située dans l'État de Géorgie.

## Démographie
| 1910 | 1920 | 1930 | 1940  | 1950  | 1960  |
| ---- | ---- | ---- | ----- | ----- | ----- |
| 467  | 560  | 788  | 1 039 | 1 171 | 1 450 |

| 1970  | 1980  | 1990  | 2000  | 2010  | - |
| ----- | ----- | ----- | ----- | ----- | - |
| 1 361 | 1 400 | 1 503 | 2 379 | 2 196 | - |